# Les Chevaux d’Armor
Les Chevaux d’Armor est un élevage de chevaux d'endurance créé en 1985, situé à Saint-Gilles-Pligeaux. Considéré comme l'un des meilleurs élevages mondiaux pour cette discipline, il compte une centaine d'animaux, principalement issus de la race Arabe. Le gérant, Yvon Ollivier, est un ancien cavalier de l'équipe de France d'endurance. Il travaille notamment avec les pays du Golfe. L'un des membres de l'équipe vice-championne du monde aux Jeux équestres mondiaux de 2014, Denis Le Guillou, montait Otimmins Armor, un Anglo-arabe issu de cet élevage. Les fils d'Yvon Ollivier représentent l'écurie familiale pendant les compétitions officielles de la discipline.